# Tesselschade-Arbeid Adelt
De Algemeene Vrouwenvereeniging "Tesselschade-Arbeid Adelt" (TAA) is een feministische organisatie in Nederland. Sinds de Frans-Duitse Oorlog van 1870 kwamen Nederlandse dames in actie door handwerken te verkopen ten bate van het jonge Rode Kruis. De Algemeene Vrouwenvereeniging werd in 1871 opgericht en is de oudste vrouwenvereniging van Nederland.

## Algemeene Vrouwenvereeniging Arbeid Adelt

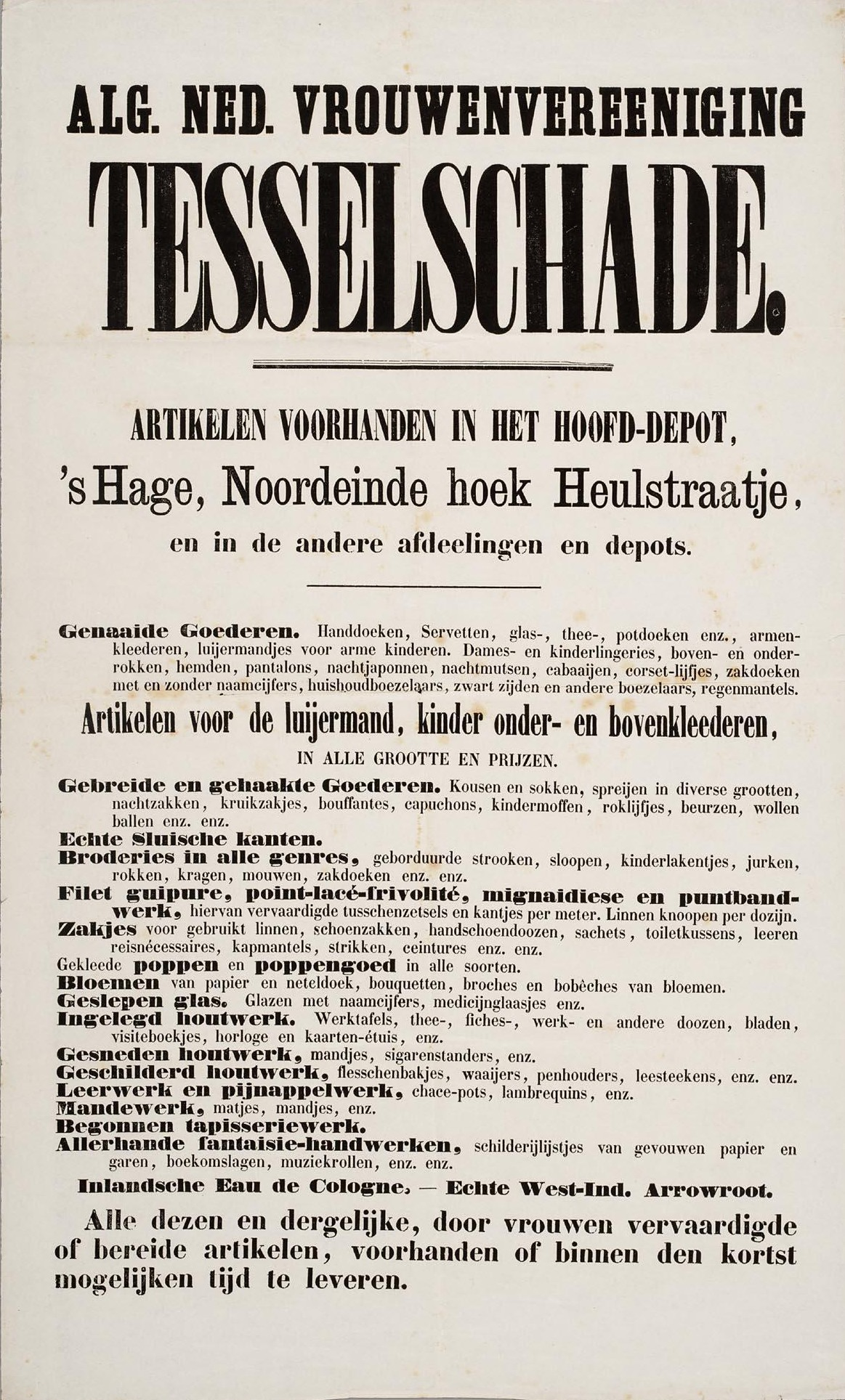
Voorraadlijst van het hoofddepot van de Algemeen Nederlandsche Vrouwenvereniging Tesselschade uit 1872

Winkeltje van TAA op een tentoonstelling. Foto: Collectie IAV - Atria

Betsy Perk zag mogelijkheden om deze activiteit een blijvend karakter te geven. In januari 1871 richtte zij de "Algemeene Vrouwenvereeniging Arbeid Adelt" op met het blad "Onze Roeping". De vereniging stimuleerde met name ongehuwde vrouwen uit de "betere stand" om hand- en kunstvaardigheden te ontwikkelen en de producten van hun arbeid te gelde te maken. Koningin Sophie bezocht de eerste tentoonstelling en werd beschermvrouwe.
In april 1872 ontaardde een bestuursruzie in een breuk binnen de vereniging. Ten huize van Anna Wolterbeek werd besloten tot oprichting van de Vereniging Tesselschade, vernoemd naar Maria Tesselschade Roemers Visscher. Jeltje de Bosch Kemper en Louise Wijnaendts gingen hierin verder. Het ging hen vooral om financiële ondersteuning van minder vermogende vrouwen, die hun handwerken anoniem mochten aanbieden. Perk wilde dames uit eigen stand zich laten profileren door uitdrukkelijk op naam te exposeren en te verkopen.

## Tesselschade-Arbeid Adelt
In 1898 greep de vereniging de inhuldiging van Koningin Wilhelmina aan om een grote Tentoonstelling voor Vrouwenarbeid mede te organiseren.
Na een succesvolle tentoonstelling over naaldwerk in 1947 besloten Tesselschade en Arbeid Adelt weer samen te komen. Door discussies over organisatorische kwesties zou het nog tot 1953 duren voordat deze vernieuwde samenwerking een feit werd. Vanaf de fusie ging de vereniging door als Tesselschade-Arbeid Adelt.
Na het gedwongen aftreden van Betsy Perk kwamen de beide verenigingen weer samen. Ze gingen verder als "Tesselschade-Arbeid Adelt".
Het doel van de vereniging is nog steeds om vrouwen van alle gezindten te helpen om economisch en financieel zelfstandig te zijn of te blijven. Het meest zichtbare is dat deze vrouwen handgemaakte artikelen kunnen verkopen in een van de TAA-winkels. Voormalige handwerksters krijgen indien nodig soms giften.

Het Tesselschade Studiefonds van de vereniging is minder zichtbaar. Het geeft vrouwen een bijdrage in opleidings- en studiekosten zodat zij in staat zijn een opleiding te volgen. In 1999 werd aan de statuten toegevoegd dat de vereniging er ook naar streeft bepaalde handwerktechnieken te bewaren. In 2007 werd de DVD 'Borduursteken & Technieken' door TAA uitgegeven. Later de DVD 'Technieken die stoffen doen ontstaan'.
Inmiddels zijn er 24 afdelingen verspreid over Nederland. Enkele afdelingen hebben een eigen winkel: Amsterdam, Den Haag en Haarlem Ze hebben verschillende openingstijden en werken met vrijwilligers. De collectie bestaat uit geborduurde artikelen, zoals kinderkleding (ook smokjurken), bridgekleden, theemutsen. Verder worden artikelen gemaakt voor het huishouden, voor bridge en golf, voor Sinterklaas en Kerst. Sommige artikelen worden met de hand beschilderd.
Ter gelegenheid van het 125-jarig bestaan werd het jubileumboek "Toekomst voor traditie" uitgegeven. In 2007 werd een herdruk uitgegeven. In het voorjaar van 2011 werd het 140-jarig bestaan van TAA gevierd. De vereniging heeft ruim 10.000 leden.

## Maria Tesselschade Prijs
Bij dit jubileum in 2011 werd een Maria Tesselschade Prijs ingesteld voor een TAA vrouw, die onder moeilijke omstandigheden economische zelfstandigheid heeft bereikt of dit voor anderen mogelijk maakt en daarmee een voorbeeld is voor andere vrouwen. Het is een lustrum-prijs met het bronzen beeld van Netty Werkman. Op 5 oktober 2011 is in kasteel De Vanenburg in Putten deze prijs uitgereikt aan Willie Nentjes-van Urk, oprichtster van 'De Roos van Saron'. De prijs ging op 2 juni 2016 in het Rosarium te Amsterdam naar Lativa El Ouali, oprichtster van het 'Peutercollege' te Rotterdam, een educatieve opvang voor 2 en 3-jarigen.